# Сечовина
Сечови́на або карбамід — CO(NH2)2, діамід вуглецевої кислоти, білі кристали, добре розчинні у воді. Карбамід не є ні кислим, ні лужним.

## Отримання
Карбамід отримують взаємодією аміаку і вуглекислого газу при температурі 130 °C і тиску 100 атм у водному розчині:
CO2 + 2NH3 = CO(NH2)2 + H2O
Цей спосіб отримання карбаміду відкрив і описав у своїй дисертації у 1868 році О. І. Базаров.
Отримання в 1828 карбаміду Велером (Friedrich Wöhler) з ціанату амонію мало велике значення для становлення органічної хімії та спростування віталістичної теорії.

## Властивості
Температура плавлення 132,7 °C.
При нагріванні вище температури плавлення розпадається на аміак і біурет:
В умовах високої температури та тиску реагує з метанолом з утворенням диметилкарбонату.
Легко розчинний у воді і спиртах. Не придає воді запаху, не змінює її колір, але придає їй гірко-в'яжучий присмак.
Гідролізується при нагріванні у водних розчинах кислот і лугів.

## Використання
Карбамід використовується в сільському господарстві як висококонцентроване азотне добриво і як добавка до корму жуйних тварин.
Використовується при отриманні карбамідоформальдегідних полімерів, пластмас, клеїв, штучних волокон, барвників тощо. На основі карбаміду отримують дешеві пластмаси, так звані карбамідні пластинки.
Карбамід також служить матеріалом для отримання багатьох органічних речовин і лікарських препаратів.
Деяким похідним карбаміду притаманні гербіцидні властивості — їх використовують для боротьби з бур'янами.
Сечовина застосовується для очищення промислових вихлопів підприємств, теплових електростанцій, котелень та сміттєспалювальних заводів. В викидних фільтрах автомобілів використовується склад під назвою AdBlue — непахучий розчин сечовини.
У харчовій промисловості застосовується як харчова добавка E927b. Входить до складу жувальних гумок.

## Виробництво в Україні
Група компаній Group DF Дмитра Фірташа консолідувала виробництво в Україні в один холдинг 100 % селітри, 80 % карбаміду та 75 % аміаку. Воєнна кампанія в Україні 2014 обвалила виробництво Group DF азотних сполук — спершу аміаку, згодом — карбаміду, що призвело до зниження їх експорту до США, Індії, Туреччини, Бразилії та ЄС.
Також виробництвом карбаміду займається Одеський припортовий завод.

## У медицині
Сечовина є кінцевим продуктом обміну білків у багатьох безхребетних і хребетних тварин: риб, земноводних, ссавців. У хребетних сечовина виділяється нирками із сечею і частково з потом. У медицині дослідження рівня сечовини в крові мають серйозне діагностичне значення. У біохімічному аналізі крові норма рівня сечовини у людини становить 2,5-8,3 ммоль/літр. Зниження рівня нижче норми є ознакою тяжкої гострої печінкової недостатності, тоді як збільшення вище норми є свідченням ниркової недостатності, найчастіше хронічної.